# European Golden League maschile 2018
L'European Golden League 2018 si è svolta dal 19 maggio al 16 giugno 2018: al torneo hanno partecipato dodici squadre nazionali europee e la vittoria finale è andata per la seconda volta all'Estonia.

## Regolamento

### Formula
La formula ha previsto:
- Fase a gironi, disputata con girone all'italiana, con gare di andata e ritorno: la prima classificata di ogni girone e la squadra del paese organizzatore (nel caso in cui sia stata tra le prime classificate, si è qualificata la migliore seconda classificata) hanno acceduto alla fase finale, mentre la peggiore ultima classificata è retrocessa in European Silver League 2019.
- Fase finale, disputata con semifinali, finale per il terzo posto e finale.

### Criteri di classifica
Se il risultato finale è stato di 3-0 o 3-1 sono stati assegnati 3 punti alla squadra vincente e 0 a quella sconfitta, se il risultato finale è stato di 3-2 sono stati assegnati 2 punti alla squadra vincente e 1 a quella sconfitta.
L'ordine del posizionamento in classifica è stato definito in base a:
- Numero di partite vinte;
- Punti;
- Ratio dei set vinti/persi;
- Ratio dei punti realizzati/subiti;
- Risultati degli scontri diretti.

## Squadre partecipanti
| Squadra     | Qualificazione | Ultima partecipazione |
| ----------- | -------------- | --------------------- |
| Belgio      | Wild card      | European League 2013  |
| Estonia     | Wild card      | European League 2016  |
| Finlandia   | Wild card      | European League 2005  |
| Paesi Bassi | Wild card      | European League 2012  |
| Portogallo  | Wild card      | European League 2010  |
| Rep. Ceca   | Wild card      | European League 2013  |
| Slovacchia  | Wild card      | European League 2013  |
| Slovenia    | Wild card      | European League 2015  |
| Spagna      | Wild card      | European League 2013  |
| Svezia      | Wild card      | European League 2017  |
| Turchia     | Wild card      | European League 2015  |
| Ucraina     | Wild card      | European League 2017  |

## Torneo

### Fase a gironi
| Girone A   | Girone B    | Girone C   |
| ---------- | ----------- | ---------- |
| Belgio     | Paesi Bassi | Finlandia  |
| Estonia    | Slovenia    | Portogallo |
| Slovacchia | Turchia     | Rep. Ceca  |
| Svezia     | Ucraina     | Spagna     |

#### Girone A

##### Risultati
| 19 maggio 2018 Forum Örkelljunga, Örkelljunga Durata: 1h:34 - Spettatori: 271     | Svezia     | 1 - 3 | Belgio     | 20-25, 25-23, 21-25, 17-25        |
| 19 maggio 2018 Aréna Poprad, Poprad Durata: 1h:45 - Spettatori: 1 300             | Slovacchia | 1 - 3 | Estonia    | 22-25, 26-24, 19-25, 17-25        |
| 23 maggio 2018 Rakvere Spordikeskus, Rakvere Durata: 1h:45 - Spettatori: 2 000    | Estonia    | 3 - 1 | Belgio     | 25-16, 25-20, 27-29, 25-17        |
| 23 maggio 2018 Aréna Poprad, Poprad Durata: 1h:40 - Spettatori: 850               | Slovacchia | 3 - 1 | Svezia     | 25-23, 25-18, 19-25, 25-16        |
| 26 maggio 2018 Sportcentrum Schotte, Aalst Durata: 2h:14 - Spettatori: 830        | Belgio     | 3 - 2 | Slovacchia | 25-22, 25-17, 22-25, 25-27, 15-13 |
| 26 maggio 2018 Rakvere Spordikeskus, Rakvere Durata: 1h:45 - Spettatori: 2 000    | Estonia    | 3 - 1 | Svezia     | 25-22, 18-25, 25-23, 25-17        |
| 30 maggio 2018 Aegon Arena, Bratislava Durata: 1h:19 - Spettatori: 2 000          | Slovacchia | 0 - 3 | Belgio     | 23-25, 18-25, 17-25               |
| 30 maggio 2018 Nyköpings Arenor, Nyköping Durata: 1h:08 - Spettatori: 300         | Svezia     | 0 - 3 | Estonia    | 17-25, 17-25, 20-25               |
| 3 giugno 2018 Sportcampus Lange Munte, Courtrai Durata: 1h:18 - Spettatori: 1 190 | Belgio     | 3 - 0 | Estonia    | 29-27, 25-19, 25-19               |
| 2 giugno 2018 Nyköpings Arenor, Nyköping Durata: 1h:32 - Spettatori: 350          | Svezia     | 3 - 0 | Slovacchia | 27-25, 32-30, 25-21               |
| 6 giugno 2018 Rakvere Spordikeskus, Rakvere Durata: 1h:09 - Spettatori: 2 000     | Estonia    | 3 - 0 | Slovacchia | 25-14, 25-15, 25-20               |
| 6 giugno 2018 Sportcampus Lange Munte, Courtrai Durata: 1h:13 - Spettatori: 875   | Belgio     | 0 - 3 | Svezia     | 22-25, 15-25, 18-25               |

##### Classifica
| Pos. | Squadra    | Pt | G | V | P | SV | SP | Ratio | PF  | PS  | Ratio |
| ---- | ---------- | -- | - | - | - | -- | -- | ----- | --- | --- | ----- |
| 1.   | Estonia    | 15 | 6 | 5 | 1 | 15 | 6  | 2,500 | 509 | 435 | 1,170 |
| 2.   | Belgio     | 11 | 6 | 4 | 2 | 13 | 9  | 1,444 | 501 | 487 | 1,028 |
| 3.   | Svezia     | 6  | 6 | 2 | 4 | 9  | 12 | 0,750 | 465 | 491 | 0,947 |
| 4.   | Slovacchia | 4  | 6 | 1 | 5 | 6  | 16 | 0,375 | 465 | 527 | 0,882 |

      Qualificata alle semifinali.

#### Girone B

##### Risultati
| 20 maggio 2018 11 Nisan Spor Kompleksi, Şanlıurfa Durata: 1h:19 - Spettatori: 1 500        | Turchia     | 3 - 0 | Ucraina     | 25-23, 25-23, 25-20               |
| 20 maggio 2018 SaZa Topsporthal, Doetinchem Durata: 1h:44 - Spettatori: 800                | Paesi Bassi | 3 - 1 | Slovenia    | 25-12, 24-26, 25-15, 25-22        |
| 23 maggio 2018 Nur Tatar Spor Salonu, Van Durata: 2h:04 - Spettatori: 5 350                | Turchia     | 3 - 2 | Paesi Bassi | 25-23, 21-25, 25-20, 20-25, 15-12 |
| 23 maggio 2018 Complesso di Ed. Fisica, Ivano-Frankivs'k Durata: 1h:31 - Spettatori: 1 200 | Ucraina     | 3 - 0 | Slovenia    | 25-23, 25-23, 25-18               |
| 26 maggio 2018 Omnisport Apeldoorn, Apeldoorn Durata: 2h:02 - Spettatori: 650              | Paesi Bassi | 2 - 3 | Ucraina     | 25-15, 20-25, 25-20, 24-26, 13-15 |
| 27 maggio 2018 Dvorana Tabor, Maribor Durata: 1h:16 - Spettatori: 350                      | Slovenia    | 0 - 3 | Turchia     | 21-25, 20-25, 16-25               |
| 30 maggio 2018 Mustafa Dağıstanlı Spor Salonu, Samsun Durata: 1h:16 - Spettatori: 2 500    | Turchia     | 3 - 0 | Slovenia    | 25-22, 25-15, 25-19               |
| 30 maggio 2018 Complesso di Ed. Fisica, Ivano-Frankivs'k Durata: 2h:08 - Spettatori: 1 350 | Ucraina     | 2 - 3 | Paesi Bassi | 25-22, 17-25, 20-25, 25-23, 10-15 |
| 3 giugno 2018 Dvorana Tabor, Maribor Durata: 2h:00 - Spettatori: 250                       | Slovenia    | 3 - 2 | Ucraina     | 25-20, 21-25, 21-25, 25-23, 16-14 |
| 2 giugno 2018 Sporthal De Basis, Sliedrecht Durata: 2h:06 - Spettatori: 850                | Paesi Bassi | 3 - 2 | Turchia     | 24-26, 25-21, 25-22, 23-25, 15-9  |
| 6 giugno 2018 Dvorana Tabor, Maribor Durata: 1h:40 - Spettatori: 250                       | Slovenia    | 1 - 3 | Paesi Bassi | 19-25, 23-25, 25-23, 14-25        |
| 6 giugno 2018 Complesso di Ed. Fisica, Ivano-Frankivs'k Durata: 2h:11 - Spettatori: 1 500  | Ucraina     | 3 - 2 | Turchia     | 31-29, 23-25, 23-25, 25-19, 15-11 |

##### Classifica
| Pos. | Squadra     | Pt | G | V | P | SV | SP | Ratio | PF  | PS  | Ratio |
| ---- | ----------- | -- | - | - | - | -- | -- | ----- | --- | --- | ----- |
| 1.   | Turchia     | 13 | 6 | 4 | 2 | 16 | 8  | 2,000 | 543 | 513 | 1,058 |
| 2.   | Paesi Bassi | 12 | 6 | 4 | 2 | 16 | 12 | 1,333 | 631 | 563 | 1,120 |
| 3.   | Ucraina     | 9  | 6 | 3 | 3 | 13 | 13 | 1,000 | 563 | 573 | 0,982 |
| 4.   | Slovenia    | 2  | 6 | 1 | 5 | 5  | 17 | 0,294 | 441 | 529 | 0,833 |

      Qualificata alle semifinali.

#### Girone C

##### Risultati
| 19 maggio 2018 Pavilhão Municipal, Santo Tirso Durata: 1h:49 - Spettatori: 1 000       | Portogallo | 3 - 1 | Spagna     | 25-18, 25-20, 22-25, 25-22        |
| 19 maggio 2018 Saimaa Stadiumi, Mikkeli Durata: 1h:21 - Spettatori: 2 043              | Finlandia  | 3 - 0 | Rep. Ceca  | 25-20, 25-20, 27-25               |
| 23 maggio 2018 Palacio Multiusos, Guadalajara Durata: 1h:31 - Spettatori: 700          | Spagna     | 3 - 0 | Portogallo | 27-25, 25-17, 29-27               |
| 23 maggio 2018 Aréna Sparta, Praga Durata: 1h:51 - Spettatori: 800                     | Rep. Ceca  | 1 - 3 | Finlandia  | 23-25, 25-21, 19-25, 21-25        |
| 26 maggio 2018 Aréna Sparta, Praga Durata: 1h:39 - Spettatori: 1 000                   | Rep. Ceca  | 3 - 1 | Spagna     | 25-12, 25-18, 19-25, 27-25        |
| 26 maggio 2018 Tampere Ice Arena, Tampere Durata: 2h:02 - Spettatori: 2 186            | Finlandia  | 2 - 3 | Portogallo | 25-17, 15-25, 19-25, 25-21, 13-15 |
| 30 maggio 2018 Kupittaan urheiluhalli, Turku Durata: 2h:00 - Spettatori: 1 768         | Finlandia  | 3 - 2 | Spagna     | 25-23, 22-25, 25-20, 21-25, 15-11 |
| 30 maggio 2018 Aréna Sparta, Praga Durata: 2h:08 - Spettatori: 600                     | Rep. Ceca  | 2 - 3 | Portogallo | 25-19, 25-19, 27-29, 21-25, 13-15 |
| 3 giugno 2018 Polideportivo Huerta del Rey, Valladolid Durata: 1h:45 - Spettatori: 852 | Spagna     | 1 - 3 | Rep. Ceca  | 25-22, 24-26, 21-25, 21-25        |
| 3 giugno 2018 Centro de Desportos, Matosinhos Durata: 2h:14 - Spettatori: 2 000        | Portogallo | 3 - 2 | Finlandia  | 25-22, 21-25, 25-21, 28-30, 15-10 |
| 6 giugno 2018 Pabellón Los Pajaritos, Soria Durata: 1h:47 - Spettatori: 1 100          | Spagna     | 3 - 1 | Finlandia  | 31-29, 25-22, 19-25, 25-18        |
| 6 giugno 2018 Centro de Desportos, Matosinhos Durata: 1h:47 - Spettatori: 2 000        | Portogallo | 3 - 1 | Rep. Ceca  | 19-25, 27-25, 25-21, 25-19        |

##### Classifica
| Pos. | Squadra    | Pt | G | V | P | SV | SP | Ratio | PF  | PS  | Ratio |
| ---- | ---------- | -- | - | - | - | -- | -- | ----- | --- | --- | ----- |
| 1.   | Portogallo | 12 | 6 | 5 | 1 | 15 | 11 | 1,363 | 586 | 572 | 1,024 |
| 2.   | Finlandia  | 10 | 6 | 3 | 3 | 14 | 12 | 1,166 | 580 | 574 | 1,010 |
| 3.   | Spagna     | 7  | 6 | 2 | 4 | 11 | 13 | 0,846 | 542 | 562 | 0,964 |
| 4.   | Rep. Ceca  | 7  | 6 | 2 | 4 | 10 | 14 | 0,714 | 548 | 548 | 1,000 |

      Qualificata alle semifinali.
      Retrocessa in European Silver League.

### Fase finale
|  | Semifinali | Semifinali | Semifinali |                 |    | Finale  | Finale     | Finale |
|  |            |            |            |                 |    |         |            |        |
|  | 1A         | Estonia    | 3          |                 |    |         |            |        |
|  | 1A         | Estonia    | 3          |                 |    |         |            |        |
|  | 1C         | Portogallo | 0          |                 |    |         |            |        |
|  | 1C         | Portogallo | 0          |                 | 1A | Estonia | 3          |        |
|  |            |            |            |                 | 1A | Estonia | 3          |        |
|  |            |            |            |                 |    | 4C      | Rep. Ceca  | 0      |
|  | 1B         | Turchia    | 0          |                 |    | 4C      | Rep. Ceca  | 0      |
|  | 1B         | Turchia    | 0          |                 |    |         |            |        |
|  | 4C         | Rep. Ceca  | 3          |                 |    |         |            |        |
|  | 4C         | Rep. Ceca  | 3          | Finale 3° posto |    |         |            |        |
|  |            |            |            |                 |    |         |            |        |
|  |            |            |            |                 |    | 1C      | Portogallo | 2      |
|  |            |            |            |                 |    | 1C      | Portogallo | 2      |
|  |            |            |            |                 |    | 1B      | Turchia    | 3      |

#### Semifinali
| 13 giugno 2018 KV Arena, Karlovy Vary Durata: 1h:25 - Spettatori: 1 000 | Estonia | 3 - 0 | Portogallo | 26-24, 26-24, 25-18 |
| 13 giugno 2018 KV Arena, Karlovy Vary Durata: 1h:28 - Spettatori: 2 000 | Turchia | 0 - 3 | Rep. Ceca  | 22-25, 25-27, 20-25 |

#### Finale 3º posto
| 14 giugno 2018 KV Arena, Karlovy Vary Durata: 2h:06 - Spettatori: 750 | Portogallo | 2 - 3 | Turchia | 16-25, 25-21, 14-25, 25-22, 11-15 |

#### Finale
| 14 giugno 2018 KV Arena, Karlovy Vary Durata: 2h:21 - Spettatori: 2 100 | Estonia | 3 - 0 | Rep. Ceca | 25-21, 25-22, 25-21 |

## Classifica finale
| Pos | Squadra     | Rosa |
| --- | ----------- | --- |
|     | Estonia     | Formazione: 1 Viiber, 2 Hurt, 3 Treial, 5 K. Toobal, 7 Teppan, 8 Allik, 9 Täht, 10 Maar, 11 Venno, 12 Kollo, 13 A. Toobal, 14 Rikberg, 17 Tammemaa, 18 Tamme, 19 Aganits, 20 Naaber, 22 Keel, CT: Crețu                                |
|     | Rep. Ceca   | Formazione: 1 Moník, 2 Hadrava, 3 Beer, 4 Džavoronok, 5 P. Bartoš, 6 Finger, 7 Michálek, 10 Démar, 11 Šulista, 12 Pfeffer, 14 A. Bartoš, 15 Sobotka, 16 Janouch, 17 Zajíček, 19 Hysky, 20 Patočka, CT: Nekola                          |
|     | Turchia     | Formazione: 1 Matić, 4 Demirciler, 5 Güngör, 6 Aydın, 7 Savaş, 8 Subaşı, 9 Çapkınoğlu, 10 Koç, 12 Lagumdžija, 15 Toy, 16 Mert, 17 Yenipazar, 18 Gökgöz, 19 Yatgın, 22 Çam, CT: Özbey                                                   |
| 4   | Portogallo  | Formazione: 1 da Silva, 2 Belo, 4 Cvetičanin, 5 M. Ferreira, 6 A. Ferreira, 7 Alvar, 8 Monteiro, 9 Simões, 10 P. Martins, 12 L. Martins, 13 Sequeira, 15 Tavares, 16 Gomes, 17 Fidalgo, CT: Silva                                      |
| 5   | Paesi Bassi | Formazione: 1 van Haarlem, 2 Keemink, 3 van Garderen, 4 ter Horst, 5 Sparidans, 6 Diefenbach, 7 Jorna, 8 Plak, 12 Smit, 13 de Vries, 14 Abdel-Aziz, 16 ter Maat, 17 Parkinson, 18 Andringa, 19 Dronkers, 23 Hoogendoorn, CT: Vermeulen |
| 6   | Belgio      | Formazione: 3 Deroo, 4 D'Hulst, 5 Grobelny, 6 Stuer, 7 Lecat, 8 Klinkenberg, 10 Pardon, 11 Cox, 12 van Walle, 13 Peeters, 14 Ribbens, 15 Cosemans, 16 Valkiers, 17 Rousseaux, 18 Thys, 19 De Beul, 20 van de Velde, CT: Anastasi       |
| 7   | Finlandia   | Formazione: 3 Lankinen, 4 Kerminen, 7 Kouki, 8 Krastiņš, 9 Siirilä, 10 Jokela, 11 Sinkkonen, 14 Kaurto, 15 Porkka, 16 Kaislasalo, 19 Breilin, 20 Ivanov, 21 Sosunoff, 22 Mäkinen, CT: Sammelvuo                                        |
| 8   | Ucraina     | Formazione: 1 Polujan, 2 Kisiljuk, 3 Vijec'kyj, 4 Rohožyn, 5 Plotnyc'kyj, 6 Drozd, 7 Brova, 9 Koval'čuk, 10 Semenjuk, 11 Didenko, 12 Fomin, 13 Tupčij, 14 Koval'ov, 15 Tevkun, CT: Krastiņš                                            |
| 9   | Spagna      | Formazione: 1 Colito, 2 Trinidad, 3 Rodríguez, 4 Ruiz, 5 F. Fernández, 6 Bugallo, 7 Jiménez, 8 Arranz, 9 Vigil, 10 J. Fernández, 12 Osorio, 13 Villena, 14 Fornés, 15 Iribarne, 18 Gámiz, 19 Lorente, 21 del Carmen, CT: Muñoz         |
| 10  | Svezia      | Formazione: 1 Ekstrand, 2 Wijk Tegenrot, 4 Gustavsson, 6 Ahremark, 7 Borna, 9 D. Pettersson, 10 Nilsson, 11 P. Pettersson, 12 Sundberg, 13 Lindberg, 14 Link, 15 Nielsen, 18 Lushtaku, 19 Eriksson, CT: Isacsson                       |
| 11  | Slovacchia  | Formazione: 1 Lamanec, 2 Kriško, 3 Kohút, 5 Jančura, 6 Palgut, 7 Vitko, 8 Hriňák, 9 Mlynarčík, 11 Turis, 12 Paták, 13 Ihnát, 14 Kováč, 16 Prešinský, 17 Macko, 18 Lampart, 20 Petráš, 22 Firkaľ, CT: Kravárik                          |
| 12  | Slovenia    | Formazione: 1 T. Štern, 3 Toman, 4 Kozamernik, 5 Jereb, 6 Planinšič, 7 Kök, 8 Hribar, 9 Okroglič, 10 Detela, 11 Štalekar, 12 Klobučar, 14 Ž. Štern, 15 Videčnik, 18 Mijatović, CT: Miklavc                                             |

|  |  | Qualificata alla Volleyball Challenger Cup 2018 |

|  | Retrocessa in European Silver League 2019 |

## Premi individuali
| Premio                | Nome               | Squadra   |
| --------------------- | ------------------ | --------- |
| MVP                   | Renee Teppan       | Estonia   |
| Miglior palleggiatore | Kert Toobal        | Estonia   |
| Miglior opposto       | Michal Finger      | Rep. Ceca |
| Miglior schiacciatore | Oliver Venno       | Estonia   |
| Miglior schiacciatore | Donovan Džavoronok | Rep. Ceca |
| Miglior centrale      | Emre Savaş         | Turchia   |
| Miglior centrale      | Andri Aganits      | Estonia   |
| Miglior libero        | Milan Monik        | Rep. Ceca |